# راجی شاشماز
طاهر راجی شاشماز (به ترکی استانبولی: Tayyar Raci Şaşmaz) – (زاده ۳۰ اکتبر ۱۹۷۳؛ الازیغ، ترکیه) تهیه‌کننده و تاجر ترکیه‌ای است.

## زندگی حرفه‌ای
او از گروه رادیو و تلویزیون دانشگاه مرمره فارغ‌التحصیل شد. او فیلم نامه نویس سریال Deli Yürek (دل دیوانه) به کارگردانی عثمان سیناو بود. در سال ۲۰۰۱، او فیلمنامه Deli Yürek: Bumerang Cehennemi اولین فیلم بلند خود را نوشت. سپس شروع به نوشتن مجموعه پدیده Kurtlar Vadisi (آشیانه‌گرگ‌ها) کرد. در سال ۲۰۰۴، او شرکت تولیدی فیلم خود، پانا فیلم را تأسیس کرد و تولید مجموعه آشیانه‌گرگ‌ها را به همراه فیلمنامه‌نویسی آن به عهده گرفت. او علاوه بر مجموعه‌های تلویزیونی آشیانه‌گرگ‌ها: ترور، آشیانه‌گرگ‌ها: کمین، Muro، آشیانه‌گرگ‌ها: عراق، آشیانه‌گرگ‌ها: گلادیو، آشیانه‌گرگ‌ها: فلسطین را کارگردانی کرد. راجی شاشماز که از سال ۲۰۱۰ در دنیای تجارت حضور داشته و جوانترین شرکت هولدینگ در ترکیه است، در ساخت و ساز، گردشگری و صنعت سرمایه‌گذاری کرده‌است. در سال ۲۰۱۵، او شرکت Pana Yapı را تأسیس کرد و با سریال پرطرفدار راهزنان در دنیا حکومت نمی‌کنند به فیلم نامه نویسی و تولید بازگشت.

## فیلم‌شناسی

### فیلم‌های سینمایی
| سال  | نام                                        | شرکت فیلم‌سازی | وظیفه              |
| ---- | ------------------------------------------ | ------------- | ------------------ |
| ۲۰۰۱ | Deli Yürek: Bumerang Cehennemi             | ساین‌گراف      | نویسنده            |
| ۲۰۰۶ | آشیانه‌گرگ‌ها: عراق                          | پانا فیلم     | نویسنده، تهیه‌کننده |
| ۲۰۰۸ | Muro: Nalet Olsun İçimdeki İnsan Sevgisine | پانا فیلم     | نویسنده، تهیه‌کننده |
| ۲۰۰۹ | آشیانه‌گرگ‌ها: گلادیو                        | پانا فیلم     | نویسنده، تهیه‌کننده |
| ۲۰۱۱ | آشیانه‌گرگ‌ها: فلسطین                        | پانا فیلم     | نویسنده، تهیه‌کننده |
| ۲۰۱۹ | آرما ۱:حمله مسلحانه                        |               | نویسنده            |
| ۲۰۲۰ | آرما ۲                                     |               | نویسنده            |

### سریال‌ها
| سال       | نام                           | شرکت فیلم‌سازی        | وظیفه                           |
| --------- | ----------------------------- | -------------------- | ------------------------------- |
| 1998-2002 | دل دیوانه                     | ساین‌گراف             | نویسنده                         |
| 2002-2005 | Ekmek Teknesi                 | ساین‌گراف و پانا فیلم | نویسنده، تهیه‌کننده              |
| 2003-2005 | آشیانه‌گرگ ها                  | ساین‌گراف و پانا فیلم | نویسنده، تهیه‌کننده، بازیگر مکمل |
| 2007      | آشیانه‌گرگ ها : ترور           | پانا فیلم            | نویسنده، تهیه کننده             |
| 2007-2014 | آشیانه‌گرگ ها : کمین           | پانا فیلم            | نویسنده، تهیه کننده             |
| 2007-2008 | Eşref Saati                   | پانا فیلم            | نویسنده، تهیه کننده             |
| 2015-2019 | راهزنان در دنیا حکومت نمی‌کنند | شبکه آ تی‌وی          | نویسنده، تهیه کننده             |